# 네덜란드의 군주 배우자
이 문서는 네덜란드의 군주 배우자를 나열한 문서이다.

## 네덜란드의 왕비 및 부군
| 사진 초상화       | 이름                        | 배우자          | 국적            | 아버지 출신 가문                           | 출생일           | 결혼일          | 즉위일          | 퇴위일           | 사망일           |
| 보나파르트 왕가   | 보나파르트 왕가             | 보나파르트 왕가 | 보나파르트 왕가 | 보나파르트 왕가                            | 보나파르트 왕가  | 보나파르트 왕가 | 보나파르트 왕가 | 보나파르트 왕가  | 보나파르트 왕가  |
| ----------------- | --------------------------- | --------------- | --------------- | ------------------------------------------ | ---------------- | --------------- | --------------- | ---------------- | ---------------- |
|                   | 오르탕스 드 보아르네        | 루이 1세        | 프랑스          | 알렉상드르 드 보아르네 자작 (보아르네)     | 1783년 4월 10일  | 1802년 1월 4일  | 1806년 6월 5일  | 1810년 7월 1일   | 1837년 10월 5일  |
| 오라녜나사우 왕가 |                             |                 |                 |                                            |                  |                 |                 |                  |                  |
|                   | 프로이센의 빌헬미네         | 빌럼 1세        | 프로이센        | 프리드리히 빌헬름 2세 (호엔촐레른)         | 1774년 11월 18일 | 1791년 10월 1일 | 1813년 12월 6일 | 1837년 10월 12일 | 1837년 10월 12일 |
|                   | 러시아의 안나 파블로브나    | 빌럼 2세        | 러시아          | 파벨 1세 (홀슈타인고트로프로마노프)        | 1795년 1월 18일  | 1816년 2월 21일 | 1840년 10월 7일 | 1849년 3월 7일   | 1865년 3월 1일   |
|                   | 뷔르템베르크의 소피         | 빌럼 3세        | 뷔르템베르크    | 빌헬름 1세 (뷔르템베르크)                  | 1818년 6월 17일  | 1839년 6월 18일 | 1849년 3월 7일  | 1877년 6월 3일   | 1877년 6월 3일   |
|                   | 발데크피르몬트의 엠마       | 빌럼 3세        | 독일 연방       | 게오르크 빅터 (발데크피르몬트)             | 1858년 8월 2일   | 1879년 1월 7일  | 1879년 1월 7일  | 1890년 11월 23일 | 1934년 3월 20일  |
|                   | 메클렌부르크슈베린의 헨드릭 | 빌헬미나        | 독일            | 프리드리히 프란츠 2세 (메클렌부르크)       | 1876년 4월 19일  | 1901년 2월 7일  | 1901년 2월 7일  | 1934년 7월 3일   | 1934년 7월 3일   |
|                   | 리페비스터펠트의 베른하르트 | 율리아나        | 독일            | 베른하르트 후작 (리페)                     | 1911년 6월 29일  | 1936년 9월 8일  | 1948년 9월 6일  | 1980년 4월 30일  | 2004년 12월 1일  |
|                   | 클라우스 폰 암스베르크      | 베아트릭스      | 독일            | 클라우스 펠릭스 폰 암스베르크 (암스베르크) | 1926년 9월 6일   | 1966년 3월 10일 | 1980년 4월 30일 | 2002년 10월 6일  | 2002년 10월 6일  |
|                   | 막시마 소레기에타           | 빌럼알렉산더르  | 아르헨티나      | 호르헤 소레기에타                          | 1971년 5월 17일  | 2002년 2월 3일  | 2013년 4월 30일 | 현임             |                  |

## 같이 보기
- 네덜란드의 군주